# Kandangan (Tosari)
Kandangan is een bestuurslaag in het regentschap Pasuruan van de provincie Oost-Java, Indonesië. Kandangan telt 1347 inwoners (volkstelling 2010).